# Абиш (Западно-Казахстанская область)
Абиш (каз. Әбіш) — село в Казталовском районе Западно-Казахстанской области Казахстана. Входит в состав Жанажолского сельского округа. Код КАТО — 274845200.
Село расположено на реке Малый Узень.
В 2022 году было газифицировано.

## Население
В 1999 году население села составляло 301 человек (150 мужчин и 151 женщина). По данным переписи 2009 года, в селе проживало 308 человек (161 мужчина и 147 женщин).